# Ian Carmichael (Schauspieler)
Ian Carmichael, OBE (* 18. Juni 1920 in Kingston upon Hull, East Riding, Yorkshire; † 5. Februar 2010 in Esk Valley, North Yorkshire) war ein britischer Schauspieler.
In den 1950er und 1960er Jahren wirkte Carmichael in etlichen Filmen mit. In Deutschland wurde er v. a. durch eine Reihe von BBC-Fernsehverfilmungen von Kriminalromanen der britischen Autorin Dorothy L. Sayers bekannt. Carmichael spielte hier die Rolle des adeligen Privatdetektivs Lord Peter Wimsey. Einige dieser Fernsehfilme wurden auch im deutschen Fernsehen ausgestrahlt.

## Filme (Auszug)
- 1948: Straße des Lebens (Bond Street) – Regie: Gordon Parry
- 1954: Verraten (Betrayed)
- 1955: Im Schatten der Zitadelle (The Colditz Story)
- 1955: Sturm über dem Nil (Storm Over the Nile)
- 1955: Der beste Mann beim Militär (Private’s Progress)
- 1957: Volltreffer ins Glück (Lucky Jim) – Regie: John Boulting
- 1958: Wenn zwei Hochzeit machen (Happy is the Bride) – Regie: Roy Boulting
- 1959: Junger Mann aus gutem Hause (I’m All Right Jack) – Regie: John Boulting
- 1979: Tödliche Botschaft (The Lady Vanishes)

Fernsehfilme als Lord Peter Wimsey:
- 1972: Diskrete Zeugen (Clouds of Witness)
- 1972: Ärger im Bellona-Club (The Unpleasantness at the Bellona Club)
- 1973: Mord braucht Reklame (Murder Must Advertise)
- 1974: Der Glocken Schlag (The Nine Tailors)
- 1975: Fünf falsche Fährten (Five Red Herrings)